# Eryngium venustum
Eryngium venustum là một loài thực vật có hoa trong họ Hoa tán. Loài này được Bartlett ex Constance mô tả khoa học đầu tiên năm 1980.